# USA:s presidentkansli
USA:s presidentkansli (Executive Office of the President; förkortning: EOP) är namnet på den stabs- och beredningsorganisation i Vita huset som biträder USA:s president och vicepresidenten.
Presidentkansliet består av drygt 2 000 medarbetare.
Presidenten är själv stabsorganisationens högste chef, men den enskilt viktigaste medarbetaren är Vita husets stabschef och den mest synliga är Vita husets pressekreterare.

## Historik

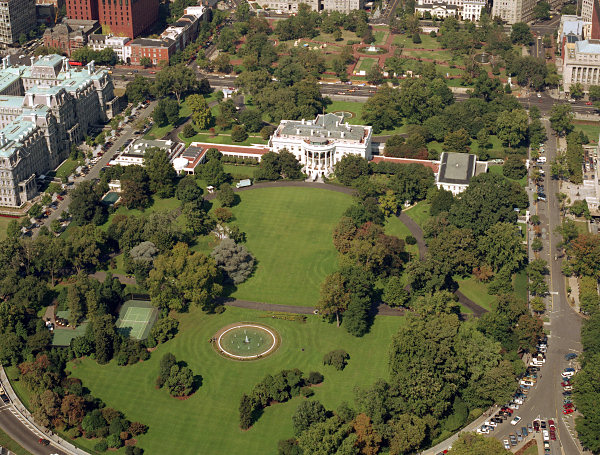
Flygfoto från 1984 över Vita huset med omgivning. Till vänster om Vita husets huvudbyggnad återfinns den västra flygeln (West Wing) där ovala rummet är beläget. Längst till vänster syns Eisenhower Executive Office Building.

Presidentkansliets organisation instiftades 1939 av president Franklin D. Roosevelt. Innan dess hade presidenten, bortsett från residensets betjäning, få egna medarbetare vid sidan av de ämbets- och tjänstemän som ingick i de olika regeringsdepartementeten.

## Ingående enheter
Den sittande presidenten har omfattande möjlighet att organisera sitt kansli helt efter eget tycke. Vissa enheters existens och funktioner är dock av kongressen påbjudna i lag, till exempel Budgetbyrån och Nationella säkerhetsrådet.
- Council of Economic Advisers – ekonomirådgivningsrådet.[3]
- National Security Council – nationella säkerhetsrådet och dess stabsorganisation.[4]
- Council on Environmental Quality – rådgivningsorgan för milöfrågor.[5]
- Office of Administration – förvaltningskontoret.[6]
- Office of Management and Budget – budget- och förvaltningsstyrningsbyrån.[7]
- Office of National Drug Control Policy – narkotikabekämpningssamordnaren.[8]
- Office of Science and Technology Policy – vetenskaps- och teknikrådgivaren.[9]
- Office of the Trade Representative – handelsrepresentanten.[10]
- Office of the Vice President – vicepresidentens politiska stab.[11]
- White House Office – presidentens politiska stab.[12]
- White House Military Office – militära servicekontoret.

## Rådgivares titulatur
Seniorrådgivare till presidenten inom presidentkansliet bär titeln Senior Advisor to the President eller Assistant to the President, rådgivare av andra rangen kallas för Deputy Assistant to the President och rådgivaren av den tredje rangen kallas för Special Assistant to the President.